# Parfumen - Historien om en morder
Parfumen – Historien om en morder (eng: Perfume: The Story of a Murderer) er en fransk/tysk/amerikansk film fra 2006, instrueret af Tom Tykwer og baseret på bogen Parfume af Patrick Süskind. 
Filmen handler om den misantropiske, psykopatiske, lugtesansende Jean-Baptiste Grenouille og hans morderiske jagt på den perfekte duft. 

## Handling
Filmen starter i en beskidt og usselt fængsel, hvor den unge mand, Jean-Baptiste Grenouille, sidder fængslet, anklaget som morder. Imellem at han får læst sin dom op og selve hans henrettelse finder sted, ser man hans liv blive fortalt via flashbacks. Det starter ved hans fødsel på et fiskemarked i Paris, hvor hans mor lader ham ligge nyfødt på jorden i den tro, at han er dødfødt. Da Grenouille begynder at skrige, opdager folk ham og hans mor bliver sendt til galgen for at have forsøgt at dræbe sit eget barn. Han bliver derefter sendt på børnehjem, hvor bor til han bliver omkring de 14 år. Her har han ikke fået nogen venner, idet han meget hellere bare ville ligge og lugte til alt det omkring ham. 
Som 14-årig bliver han solgt til et garveri, hvor han trods det hårde arbejde, arbejder der i meget lang tid. En dag, der han står og er ved at læsse nogle ting, kommer garveriets ejer og beder ham tage med til byen, hvor de skal afleverer nogle skind. Dette bliver noget af en rejse for Grenouille, som nu kan komme til at lugte til alverdens ting og udvide hans horisont. Pludselig fanger hans næse en parfume-forretning, hvor han helt betaget står og bare kigger til mørket falder på. Pludselig når duften af en ung, smuk pige hans næse og han følger efter hende, hjem til hvor hun bor. Han har aldrig duftet til noget så vidunderligt og ved et uheld kommer han til at kvæle hende, da han vil afholde hende fra at skrige, da han dukker op bag hende. 

Da han vender hjem til garveriet og modtager sin straf for at være stukket af, er det eneste han tænker på, hvor godt hende pigen duftede og hvor meget han ønskede at han kunne have beholdt hendes duft hos sig.
På hans jagt efter at kunne indfange dufte, når han nu hen til parfumøren, Giuseppe Baldini, der i mange år ikke har haft specielt meget gang i sin butik, fordi hans dufte ikke er så gode, som da han startede med at lave parfumer. Især den parfume-butik, som Grenouille stod og beundrede tidligere, har lavet denne specielt populære duft "Amore & Psyke", som fylder hele Paris. Grenouille får Baldini overtalt til at fremstille denne duft, og da det lykkes for ham at frembringe en endnu bedre duft, har Baldini ikke andet valg end at købe Grenouille af garveriet.

Dette var en god ting for begge parter, da Grenouille lærer næsten alt, hvad der er at vide om parfumer og Baldini får atter kunder i sin butik. Baldini lærer ham til gengæld, hvordan man indfanger dufte, men da dette ikke helt virker efter Grenouilles hoved, rejser han til byen Grasse for at lære noget der hedder enflourage. 
På vej til Grasse møder Grenouille en rig pige, Laura, i en hestevogn, som minder ham utrolig meget om pigen fra tidligere. Han følger efter hestevognen op til der, hvor hun bor, før han går hen til byens parfumeri for at få arbejde. Her lærer Grenouille metoden enflourage, som han nu vil bruge. Som Grenouille har fået at vide hos Baldini, så består hver en parfume af 12 forskellige dufte fordelt i 3 dele med 4 i hver. En topnote, en mellemnote og en bundnote. Der er også en 13. duft, som hvis man finder den og får den tilsat, så skaber man verdens bedste parfume. 
Snart begynder der at forsvinde piger rundt omkring i byen, og trods utallige udgangsforbud ender det med at i alt 12 piger er forsvundet. Lauras far, Antoine Richis, er meget bekymret for sin smukke datter, da han ved at morderen (Grenouille) skal bruge hende for at afslutte, hvad det end er han har gang i. Og selvom at det er blevet fanget en, der (under tortur) har tilstået, at være morderen, flygter Antoine alligevel med sin datter til udkanten af byen, hvor de skal sove om natten og dagen efter sejle til en lille øde ø et stykke væk, inden Laura skal giftes væk. Desværre for Antoine formår Grenouille at følge efter dem, og om natten dræber han Laura. Netop som han er ved at udvide duften af olien fra hende, bliver han omringet af soldater og bragt til Antoine, som gør et mislykkedes forsøg på at afhøre ham.  
Vi vender nu tilbage til fængselscellen, hvor man ser Grenouille tage en lille fin parfumeflaske frem og gemme den i sin hånd. Idet vagterne hiver ham ud af cellen, åbner han flasken og de underkaster sig hans vilje. 

På henrettelsespladsen venter hele byens folk spændt, og da Grenouille træder frem og på podiet, og atter åbner flasken, bliver folk overbevist, om at han er engel og ikke skyldig. Selv Antoine bliver overbevist om at han umuligt kan have dræbt hans datter, Laura. 
Grenouille bliver nu sat og begiver sig hjem til Paris' fiskemarked, hvor han blev født, og vi får at vide af fortælleren: "Der var kun én ting parfumen ikke kunne gøre. Den kunne ikke gøre ham til et menneske, der kunne elske eller blive elsket af nogen, som alle andre". Grenouille hælder nu resten af parfumens indhold over sit hoved, hvorefter nogle fattige mennesker, der sidder omkring et bål, overfalder og spiser ham.     

## Skuespillere
- Ben Whishaw som Jean-Baptiste Grenouille, en ung mand uden sin egen lugt, men en meget stærk lugtesans. Han dræber i alt 14 kvinder, hvoraf tretten af dem er i et forsøg på at indfange deres dufte.

- Dustin Hoffman som Giuseppe Baldini, der ansætter Grenouille i sin parfumebutik. Han lærer Grenouille, hvordan man indfanger dufte og laver parfumer.

- Rachel Hurd-Wood som Laura Richis, datter af den magtfulde Antoine Richis og Grenouilles sidste offer.  Hendes duft, føler han, vil fuldende hans samling.

- Alan Rickman som Antoine Richis, Lauras far. Han frygter for sin datters liv, men finder det meget svært at beskytte hende, inden hun dør.

- John Hurt frembringer en meget livlig voice-over.

- Corinna Harfouch som Madame Arnulfi

- Karoline Herfurth som Grenouilles første offer. Grenouille er, fra han dræber hende, ked af at han dermed mistede den mest sublime skønhed ved hende – hendes duft.

## Trivia
- Ridley Scott vart tilknytter projektet længe før produktionen overhovedet gik i gang. Også Tim Burton var overvejet som instruktør.

- Ifølge filmens officielle hjemmeside er der 67 talende roller, 5200 biroller eller små roller og 102 forskellige sets. Bag det hele var der ansat 520 teknikere.

- Produktionsteamet ledte 8 europæiske lande igennem for det bedste sted at præsenterer Paris i 1800-tallet, før de fandt det i Barcelona, Spanien.

- Fiskemarkedet blev optaget i Barcelonas gotiske kvarter. 2,5 ton fisk og 1 ton kød blev brugt til at lave scenerne og folk så meget som 9,6 km. klagede over en forfærdelig stank.

- I 2006 var filmen den dyreste nogensinde lavet i Tyskland.

- Den væske som er i parfumeflasken i slutningen af filmen, altså den "bedste parfume i verdenen" er faktisk fortyndet cola.

- Skuespillerne Leonardo DiCaprio og Orlando Bloom stillede op til audition for rollen som Jean-Baptiste Grenouille.

## Eksterne links
- Perfume: The Story of a Murderer Arkiveret 10. september 2008 hos  Wayback Machine – Officielle film hjemmeside
- Official German website Arkiveret 13. september 2008 hos  Wayback Machine
- Parfumen - Historien om en morder på Internet Movie Database (engelsk)
- Parfumen - Historien om en morder på Filmdatabasen
- Parfumen - Historien om en morder på Scope
- Parfumen - Historien om en morder i Svensk Filmdatabas (svensk)
- Parfumen - Historien om en morder på AlloCiné (fransk)
- Parfumen - Historien om en morder på MovieMeter (nederlandsk)
- Parfumen - Historien om en morder på AllMovie (engelsk)
- Parfumen - Historien om en morder hos American Film Institute (engelsk)
- Parfumen - Historien om en morder på Turner Classic Movies (engelsk)
- Parfumen - Historien om en morder på The Movie Database (engelsk)
- Film review from Indie-London.
- european-films.net's review Arkiveret 21. juni 2008 hos  Wayback Machine
- Perfume soundtrack microsite